# 필리핀 제5공화국
필리핀 제5공화국은 마르코스의 독재 정권이 종식된 1986년 이후의 필리핀 공화국을 말한다. 현재의 필리핀도 필리핀 제5공화국에 속한다.

## 같이 보기
필리핀 공화국